# Serviciul Special de Informații
Serviciul Special de Informații (SSI) este denumirea sub care a funcționat serviciul secret din România începând cu 12 noiembrie 1940; serviciul și-a desfășurat activitatea sub această denumire până în data de 15 septembrie 1944 când este numit Serviciul de Informații.
Directorul serviciului a fost Eugen Cristescu.